# Copa Mare de totes les Guerres
La Copa Mare de totes les Guerres (àrab: بطولة أم المعارك Botola Umm Al-Ma'arik), posteriorment anomenada Campionat de Bagdad (àrab: بطولة بغداد), també coneguda com Copa Elite iraquiana (àrab: كأس النخبة العراقي), fou una competició futbolística per eliminatòries de l'Iraq.
S'inicià el setembre de 1991, després de la Guerra del Golf. La disputaven pels sis primers clubs de la lliga en la primera edició i pels vuit primers les següents. Després de la invasió d'Iraq del 2003 el torneig passà a anomenar-se Campionat de Bagdad i finalment desaparegué.

## Historial
Font:
| Any                            | Campió                         | Resultat                       | Finalista                      |
| Copa Mare de totes les Guerres | Copa Mare de totes les Guerres | Copa Mare de totes les Guerres | Copa Mare de totes les Guerres |
| ------------------------------ | ------------------------------ | ------------------------------ | ------------------------------ |
| 1991                           | Al-Zawraa                      | 3–1 (pr.)                      | Al-Quwa Al-Jawiya              |
| 1992                           | Al-Talaba                      | 1–0 (gol d'or)                 | Al-Quwa Al-Jawiya              |
| 1993                           | Al-Talaba                      | 2–1                            | Al-Quwa Al-Jawiya              |
| 1994                           | Al-Quwa Al-Jawiya              | 0–0 (pr.) (4–3 pen)            | Al-Talaba                      |
| 1995                           | Al-Talaba                      | 1–0                            | Al-Quwa Al-Jawiya              |
| 1996                           | Al-Quwa Al-Jawiya              | 1–0 (gol d'or)                 | Al-Zawraa                      |
| 1997                           | Al-Najaf                       | 4–0                            | Al-Shorta                      |
| 1998                           | Al-Quwa Al-Jawiya              | 3–0                            | Al-Naft                        |
| 1999                           | Al-Zawraa                      | 2–0                            | Al-Quwa Al-Jawiya              |
| 2000                           | Al-Shorta                      | 1–0                            | Al-Zawraa                      |
| 2001                           | Al-Shorta                      | 1–0 (gol d'or)                 | Al-Talaba                      |
| 2002                           | Al-Shorta                      | 1–0                            | Al-Talaba                      |
| Campionat de Bagdad            |                                |                                |                                |
| 2003                           | Al-Zawraa                      | 2–2 (pr.) (5–4 pen)            | Al-Talaba                      |

1. ↑  Disputada el 1996.
2. ↑  Disputada el 2002.